# ISIS (źródło neutronów)

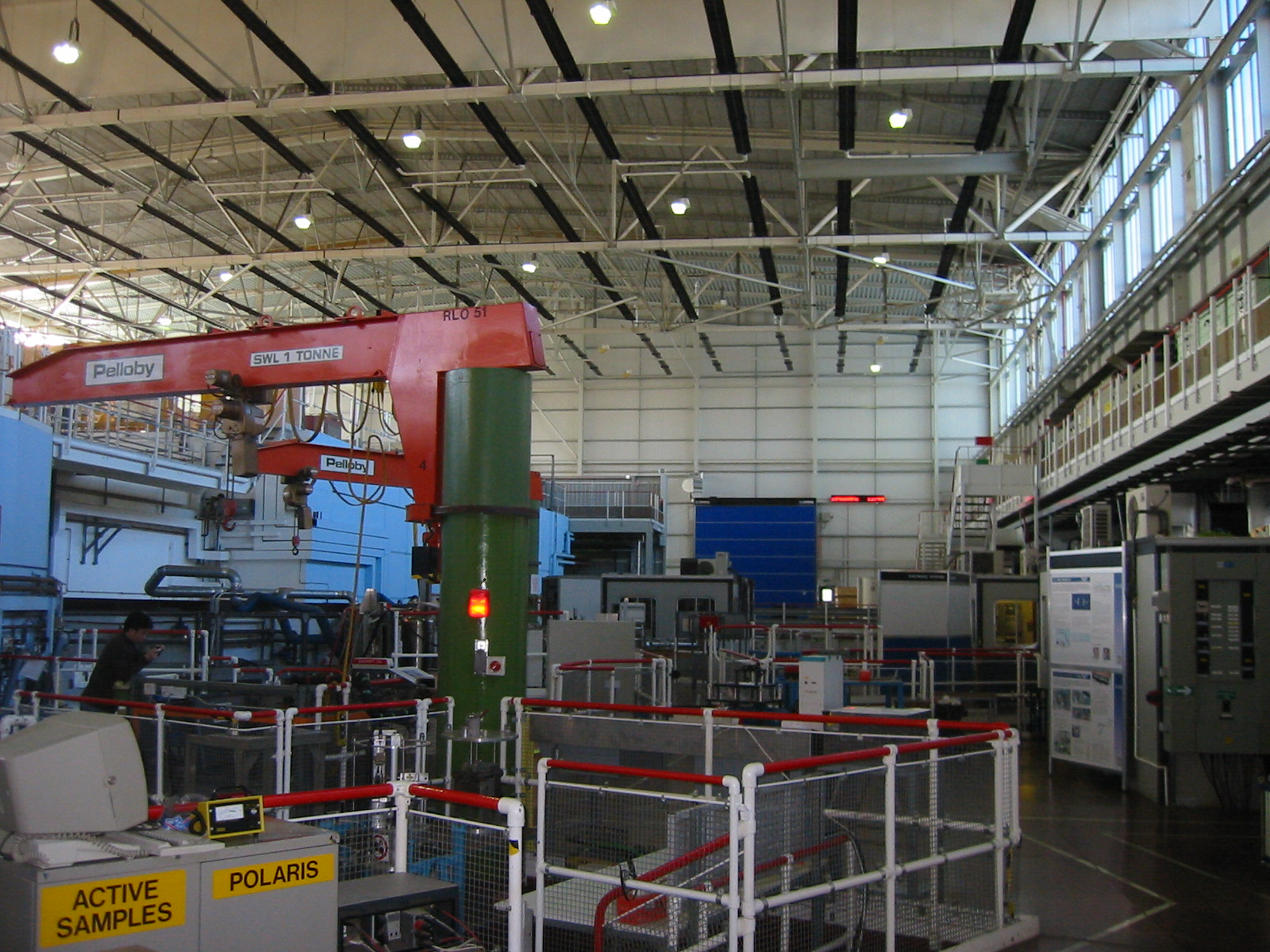
Hala eksperymentów ISIS (ang. Target Station 1)

ISIS – brytyjskie źródło neutronów i mionów znajdujące się w  Rutherford Appleton Laboratory w Oxfordshire, wykorzystywane w eksperymentach dotyczących rozpraszania neutronów oraz mionów w badanych próbkach ciał stałych, pozwalające na obrazowanie zjawisk od skali subatomowej do makrocząsteczkowej. Wokół ISIS znajduje się szereg stanowisk badawczych, gdzie naukowcy z całego świata mogą przeprowadzać eksperymenty badawcze dotyczące fizyki, chemii, inżynierii materiałowej, geologii, biologii oraz archeologii.

## Mikroskopia neutronowa
Neutrony są pozbawionymi ładunku elektrycznego cząsteczkami o masie zbliżonej do jądra wodoru. Są one 1800 razy cięższe od elektronów, z którymi prawie nie oddziałują. Strumień neutronów  ulega rozproszeniu na jądrach atomowych, czyli niewielka ilość neutronów trafia bezpośrednio w ciężki środek atomu przez co zmienia znacznie kierunek i prędkość swojego ruchu. Za badaną próbką umieszczane są detektory, które mierzą natężenie oraz energię strumienia neutronów odbitych pod różnymi kątami. Dzięki analizie statystycznej takich pomiarów naukowcy są w stanie obliczyć, co dzieje się np. podczas dyfuzji w ciałach stałych.

## Fabryka neutronów

Schemat ISIS: 1 – synchrotron, 2 – protony, 3 – tarcza z wolframu, 4 – neutrony, 5 – próbka, 6 – neutrony rozproszone, 7 – detektory

Wolne neutrony nie występują w naturze na powierzchni ziemi, ponieważ siły jądrowe wiążą je bardzo mocno wewnątrz jąder atomowych. Aby uwolnić neutrony, konieczna jest wiązka wysokoenergetycznych cząstek. ISIS składa się z synchrotronu (1) rozpędzającego protony (2) tworzące wiązkę o mocy 160 kW, które zderzają się z chłodzoną tarczą (ang.target) wykonaną z wolframu (3). Jądra wolframu pod wpływem zderzeń wytarzają strumień neutronów (spalacja), które przez szereg kanałów trafiają do 20 instrumentów badawczych dostosowanych do przeprowadzania eksperymentów z różnymi rodzajami materiałów. Neutrony penetrują próbki (5) i ulegają rozproszeniu (6), a następne trafiają do detektorów (7). Aparatura otaczająca tarczę znajduje się w największej hali ISIS i otoczona jest osłonami z betonu, które chronią ludzi przed szkodliwym działaniem neutronów.
ISIS wytwarza również miony. Część wiązki protonów kierowana jest na tarczę z grafitu produkującą piony, które rozpadają się tworząc miony dostarczane w postaci spinowo spolaryzowanej wiązki do stanowisk z badanymi próbkami materiałów.

## Prace badawcze w ISIS
ISIS jest zarządzane przez Radę do spraw instalacji naukowych i technologicznych (ang. Science and Technology Facilities Council), czyli działającą przy rządzie brytyjskim radę nadzorującą cywilne instalacje naukowe. Czas pracy ISIS jest dzielony pomiędzy naukowców pochodzących z krajów finansujących ISIS. Dwa razy w roku badacze mogą składać wnioski, które są opiniowane przez szereg specjalistów z różnych dziedzin. Użytkownicy oraz instytucje naukowe, z których pochodzą nie płacą za dostęp do wiązek neutronów. Koszty transportu oraz utrzymania badaczy pokrywane są przez ISIS.
W ISIS prowadzono badania dotyczące struktury nadprzewodników wysokotemperaturowych oraz fulerenów. W roku 2003 rozpoczęto budowę nowego budynku mieszczącego kolejne stanowiska badawcze. Pierwszy raz wiązka neutronów została dostarczona 14 grudnia 2007 roku. Planowane jest wykorzystanie niskoenergetycznych neutronów do badań dotyczących, systemów biologicznych, kompozytów oraz nanotechnologii. Aby dostarczyć więcej neutronów dokonano kilku ulepszeń akceleratora.

## Historia ISIS
Budowa nowego źródła neutronów została zatwierdzona w roku 1977. Zaplanowano wykorzystanie budynków Harwell Laboratory oraz ponowne użycie hali poprzednio mieszczącej akcelerator Nimrod. Pierwszą wiązkę wytworzono w roku 1984. Oficjalne otwarcie ISIS odbyło się w październiku 1985 roku z udziałem Margaret Thatcher.
Nazwa ISIS nie jest skrótem i odnosi się do egipskiej bogini Izydy (ang. Isis). Nazwę wybrano na oficjalne otwarcie w roku 1985, wcześniej źródło określano skrótem SNS (ang. Spallation Neutron Source – spalacyjne źródło neutronów). Nazwę ISIS uznano za lepszą ponieważ zgodnie z egipską mitologią bogini Izyda potrafiła przywrócić życie Ozyrysowi, poprzez złożenie części jego ciała w jedną całość. ISIS zbudowano z aparatury pochodzącej z akceleratorów Nimrod oraz Nina.